# Common Open Policy Service
Der Common Open Policy Service (COPS) ist die „Sprache der Router“. Router müssen sich untereinander koordinieren, ob sie einem RSVP Request (zeitlich begrenzte Reservierung einer bestimmten Mindestbandbreite) entsprechen können oder nicht. Es ist also möglich, dass Policy-Daten zwischen einem Policy-Client (Policy Enforcement Points, PEPs = anfragender Router) und einem Policy-Server (Policy Decision Point, PDP = angefragter Router) ausgetauscht werden können (Das Resource Reservation Protocol (RSVP) muss bei Client und Server implementiert sein).

## Einordnung in Protokollfamilie
Common Open Policy Service ist ein Teil der Internetprotokollfamilie und wurde von der Internet Engineering Task Force (IETF) als Policy-Protokoll unter dem Namen Common Open Policy Service als vorgeschlagener Standard veröffentlicht und liegt jetzt in Form des RFC 2748 vor. Es handelt sich um ein Protokoll der Anwendungsschicht, welches den Port 3288 (TCP) benutzt.
(MIBs: iso.org.dod.internet.mgmt.mib-2.copsClientMIB – 1.3.6.1.2.1.89)
| MAC-Header | IP-Header | TCP-Header | COPS-Header | Daten |